# Jan Anioła
Jan Anioła (ur. 11 kwietnia 1908 we wsi Lasek koło Poznania, zm. 5 października 1997 w Krakowie) – polski profesor zajmujący się mechaniką maszyn i urządzeń, rektor Akademii Górniczo-Hutniczej. Budowniczy Polski Ludowej.

## Życiorys
Urodził się 11 kwietnia 1908 we wsi Lasek koło Poznania (obecnie część miasta Luboń). Na stopień podporucznika został mianowany ze starszeństwem z dniem 1 stycznia 1933 i 237. lokatą, a na stopień porucznika ze starszeństwem z dniem 1 stycznia 1938 i 72. lokatą w korpusie oficerów rezerwy artylerii. W 1934 posiadał przydział w rezerwie do 11 dywizjonu artylerii konnej w Bydgoszczy.
W 1935 ukończył studia na Wydziale Mechanicznym Technische Hochschule der Freien Stadt Danzig. Do 1938 pracował jako inżynier mechanik przemysłu maszynowego i hutniczego. 
W kampanii wrześniowej 1939 walczył na stanowisku oficera obserwacyjnego 5 dywizjonu artylerii konnej. W czasie kampanii francuskiej 1940 walczył na stanowisku oficera obserwacyjnego 2 Warszawskiego pułku artylerii lekkiej, a następnie został internowany w Szwajcarii. W 1945 pełnił służbę w 4 Dywizji Piechoty w Wielkiej Brytanii. W 1946 wrócił do kraju.
Po wojnie jego działalność zawodowa i organizacyjna związana była z budową i rozwojem polskiego hutnictwa. Pracował m.in. w biurach projektów „Biprohut”, „Biprostal” oraz w Hucie im. Lenina (1946–1960). W AGH pracował od 1952 na Wydziale Metalurgicznym, od 1957 aż do emerytury był kierownikiem Katedry Maszyn Hutniczych na Wydziale Maszyn Górniczych i Hutniczych. Był dziekanem Wydziału Maszyn Górniczych i Hutniczych w latach 1960–62 oraz prorektorem ds. nauczania w latach 1963–1969, a rektorem uczelni w latach 1969–1972. Jest autorem 2 monografii, skryptów oraz ok. 30 artykułów. W 1979 Senat AGH przyznał mu wyróżnienie doctor honoris causa.

## Odznaczenia i wyróżnienia
- Order Budowniczych Polski Ludowej (1979)[4]
- Krzyż Wielki Orderu Odrodzenia Polski (1988)[5]
- Order Sztandaru Pracy I klasy
- Order Sztandaru Pracy II klasy (1954)[6]
- Krzyż Walecznych
- Złoty Krzyż Zasługi (1949)[7]
- Krzyż Czynu Bojowego Polskich Sił Zbrojnych na Zachodzie
- Medal „Za udział w wojnie obronnej 1939”
- Odznaka tytułu honorowego „Zasłużony Hutnik Polskiej Rzeczypospolitej Ludowej”
- Odznaka tytułu honorowego „Zasłużony Nauczyciel Polskiej Rzeczypospolitej Ludowej”
- Medal Komisji Edukacji Narodowej
- Indywidualna Nagroda I stopnia MNiSW
- Medal Przyjaźni (Mongolia, 1971)[8]